# Silk Husbands and Calico Wives
Silk Husbands and Calico Wives è un film muto del 1920 diretto da Alfred E. Green che ha come interpreti House Peters, Mary Alden, Mildred Reardon, Edward Kimball.

## Trama

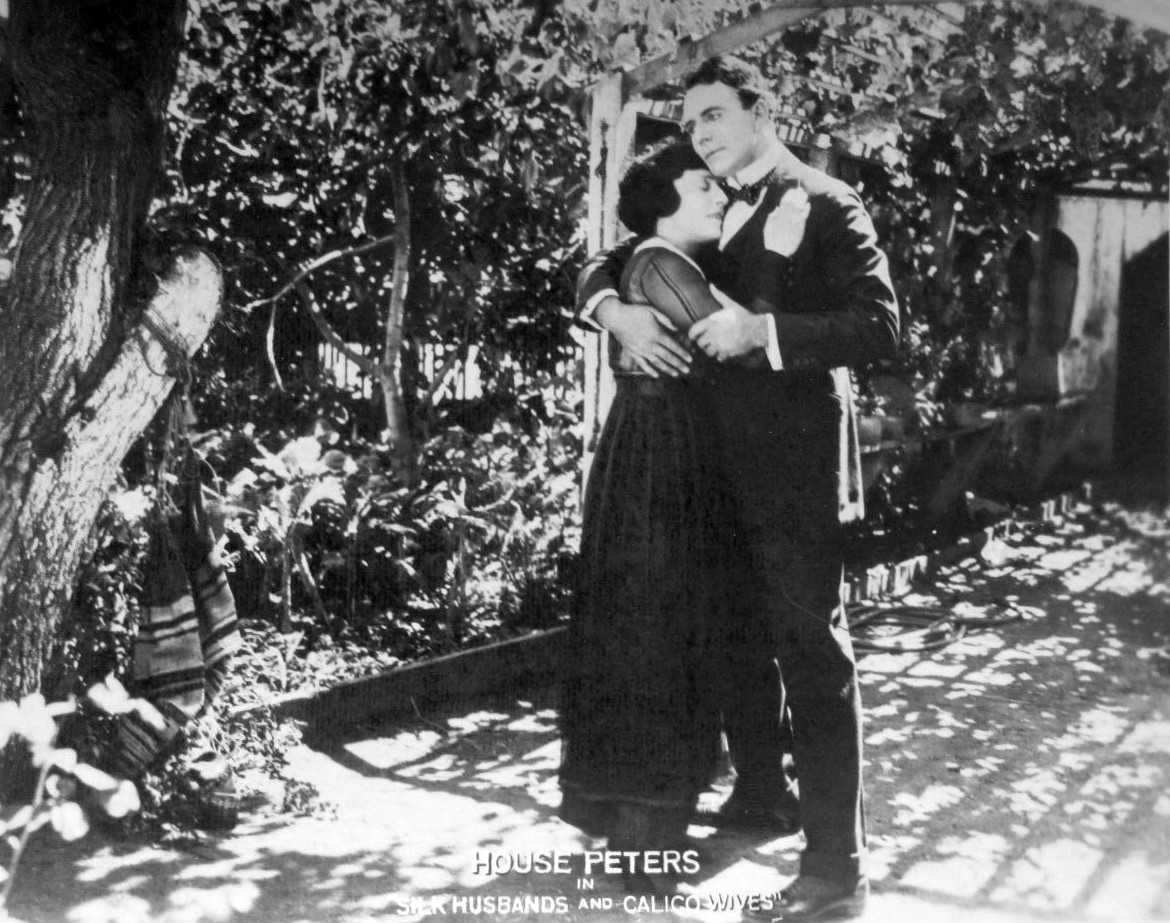
Mary Alden e House Peters

Un avvocato di provincia, Deane Kendall, vince un importante processo che gli apre le porte di un prestigioso studio legale. Trasferito nella grande città insieme alla moglie Edith, Kendall conosce l'affascinante Georgia Wilson. La donna si innamora di lui e, per rovinargli il matrimonio, concerta un piano insieme a Charles Madison, un artista che si incarica di attirare nel suo appartamento l'ingenua Edith. Questa riesce a sfuggire alle avances di Madison. Georgia, intanto, ha informato Kendall che sua moglie si trova nella casa di Madison, L'amante dell'artista, però, che è stata testimone di tutta la scena, rassicura l'avvocato dell'innocenza della moglie. Kendall decide così di raggiungere Edith, che è tornata nella loro piccola città di Harmony, e di riconciliarsi con lei.

## Produzione
Il film fu prodotto dalla Garson Studios; fu girato con il titolo di lavorazione Love, Honor, and Obey, che era anche il titolo della storia originale di Monte M. Katterjohn su cui si basa il film.

## Distribuzione
Il copyright del film, richiesto dalla Equity Pictures Corp., fu registrato il 15 gennaio 1920 con il numero LP17241.

Distribuito dalla Equity Pictures Corporation, il film venne presentato in prima a Tulsa, in Oklahoma il 18 febbraio 1920, uscendo nelle sale nel mese di febbraio.
Copie complete della pellicola si trovano conservate negli archivi della Biblioteca del Congresso a Washington. Il film è stato riversato in VHS ed è stato distribuito dalla Nostalgia Family Video nel 1996.